# Рудня (станция)
Ру́дня — железнодорожная станция Смоленского региона Московской железной дороги, расположенная в одноимённом городе Смоленской области.

## История
Станция основана в 1868 году.
В 1930-х годах неподалёку от станции были раскопаны остатки древнего городища IX—X веков.
12 июля 1941 года санитарные эшелоны, находящиеся на станции с детьми из белорусских детских домов, беженцами и раненными красноармейцами подверглись бомбардировке немецкой авиацией. В память об этом событии 11 июля 2014 года была открыта мемориальная доска на вокзальном здании.
Во время немецкой оккупации осенью 1942 года станция становилась перевалочным пунктом немецких войск. Станция освобождена от оккупации 29 сентября 1943 года.

Ныне существующее вокзальное здание построено в 1950-х годах и признано памятником градостроительства и архитектуры регионального значения решением Смоленской областной Думы 28 февраля 1995 года.

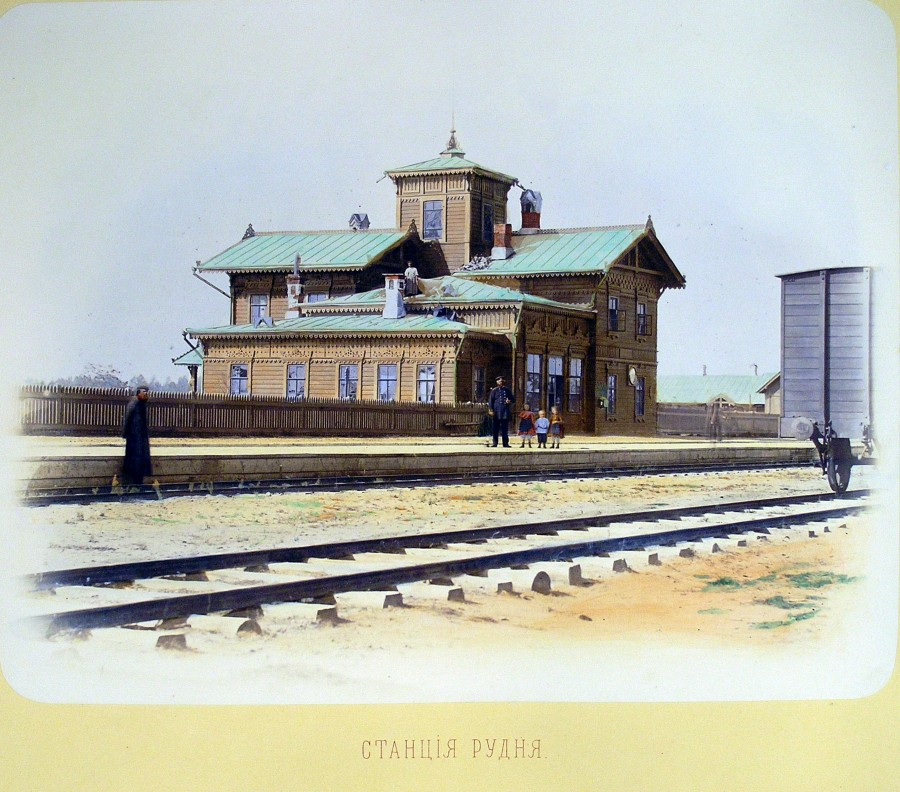
Дореволюционная почтовая открытка «Станция Рудня»
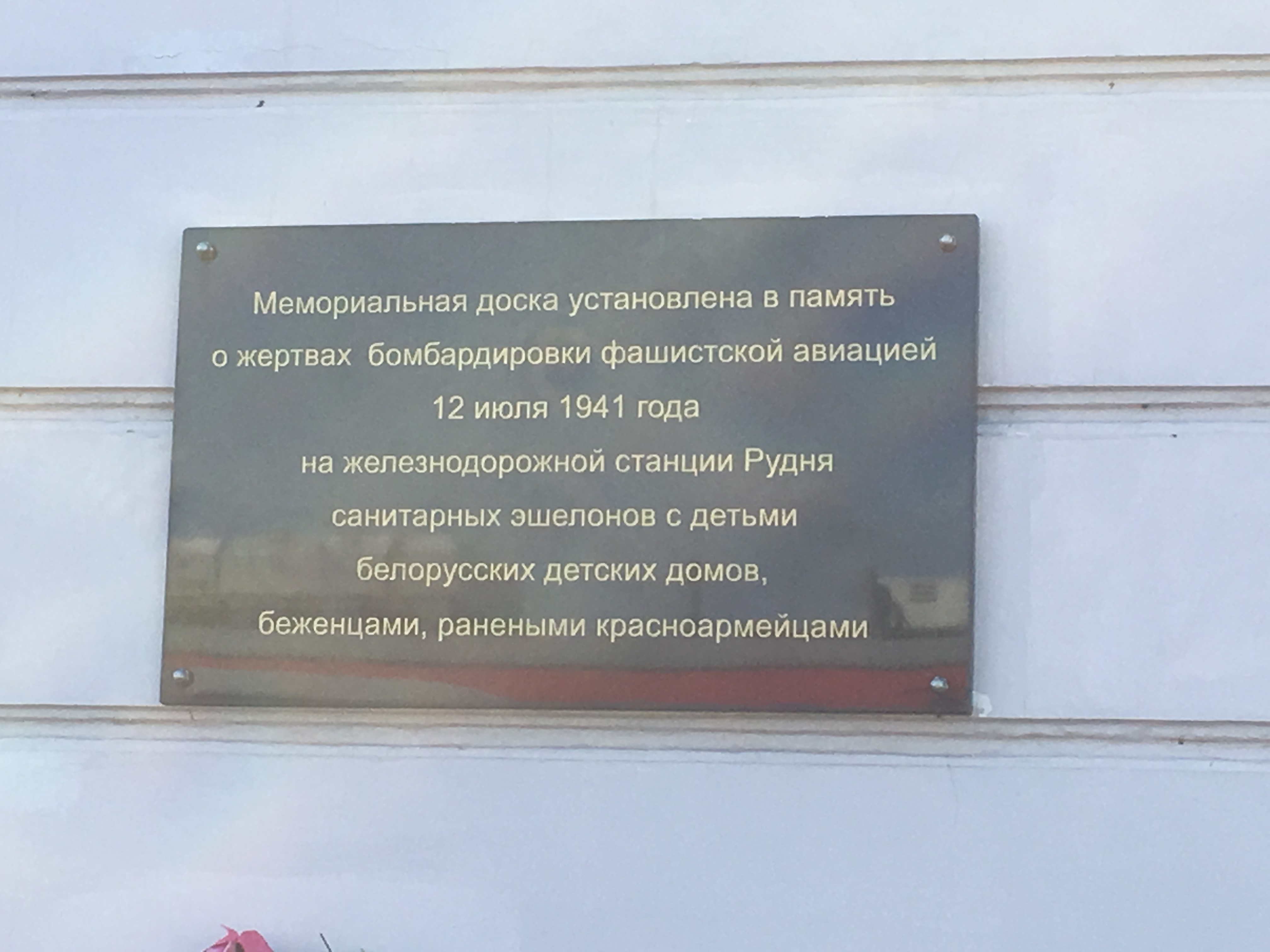
Мемориальная доска в память о жертвах бомбардировки 12 июля 1941 года

### Происшествия
В 2003 году на станции из вагона грузового поезда был похищен автомобиль Урал-5557 с полуприцепом.
В 2014 году на станции были пойманы подростки, сбежавшие из Кривичского спецпрофучилища в Белоруссии.

## Описание

### Расположение
Располагается на линии Смоленск-Центральный — Витебск на неэлектрифицированном участке Ракитная — Рудня. Территориально станция находится в западной части города в нескольких километрах от российско-белорусской границы.
Рядом располагается автобусная остановка «Железнодорожный вокзал».

### Инфраструктура
На станции располагаются две низкие платформы — островная и боковая, а также вокзальное здание.

В 2020 году станция была обеспечена дистанционной автоматизированной системой управления, а в 2021 году на вокзальном здании был размещён QR-код с исторической информацией.

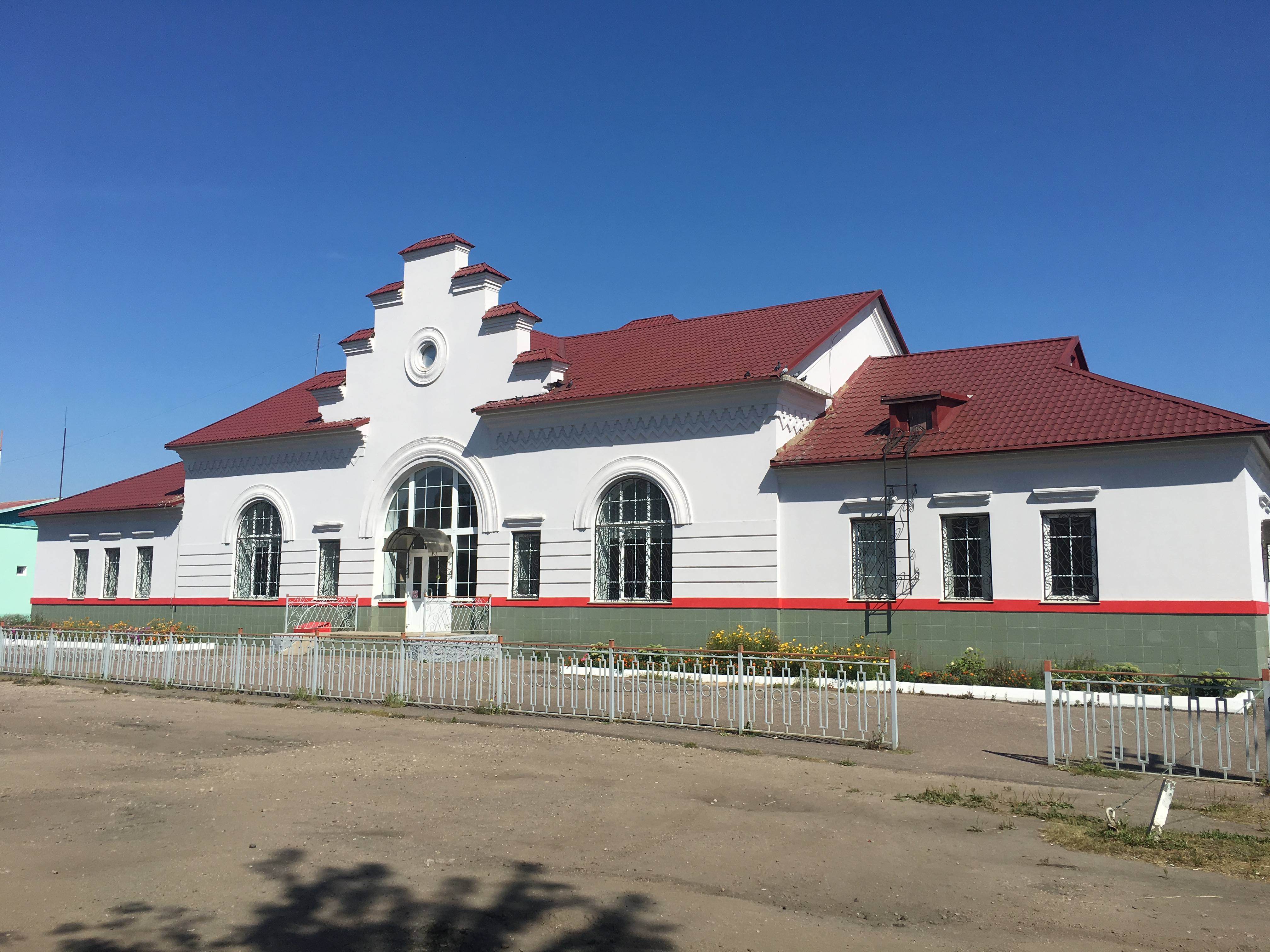
Вокзал станции
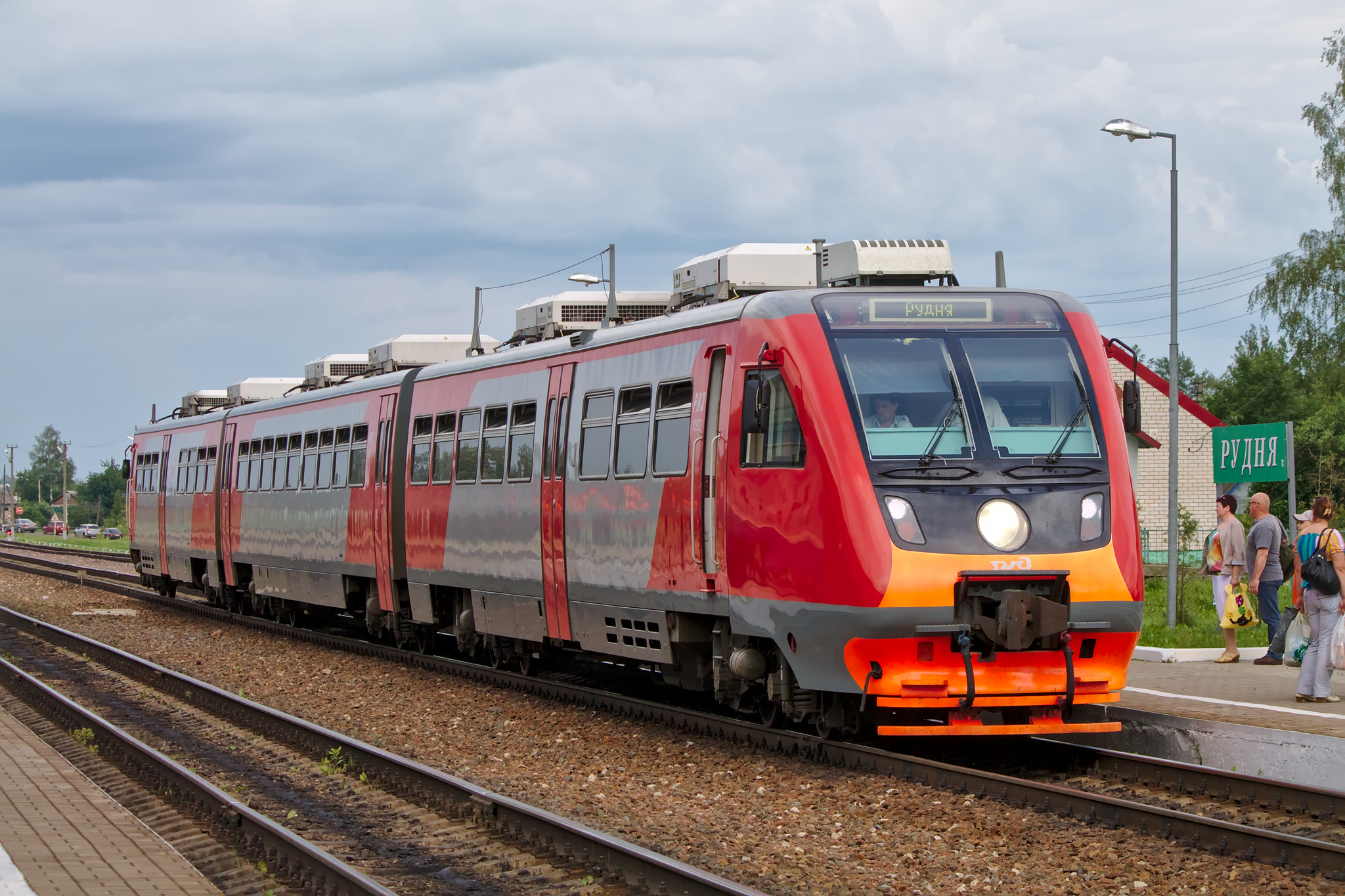
Рельсовый автобус РА2 РЖД на станции
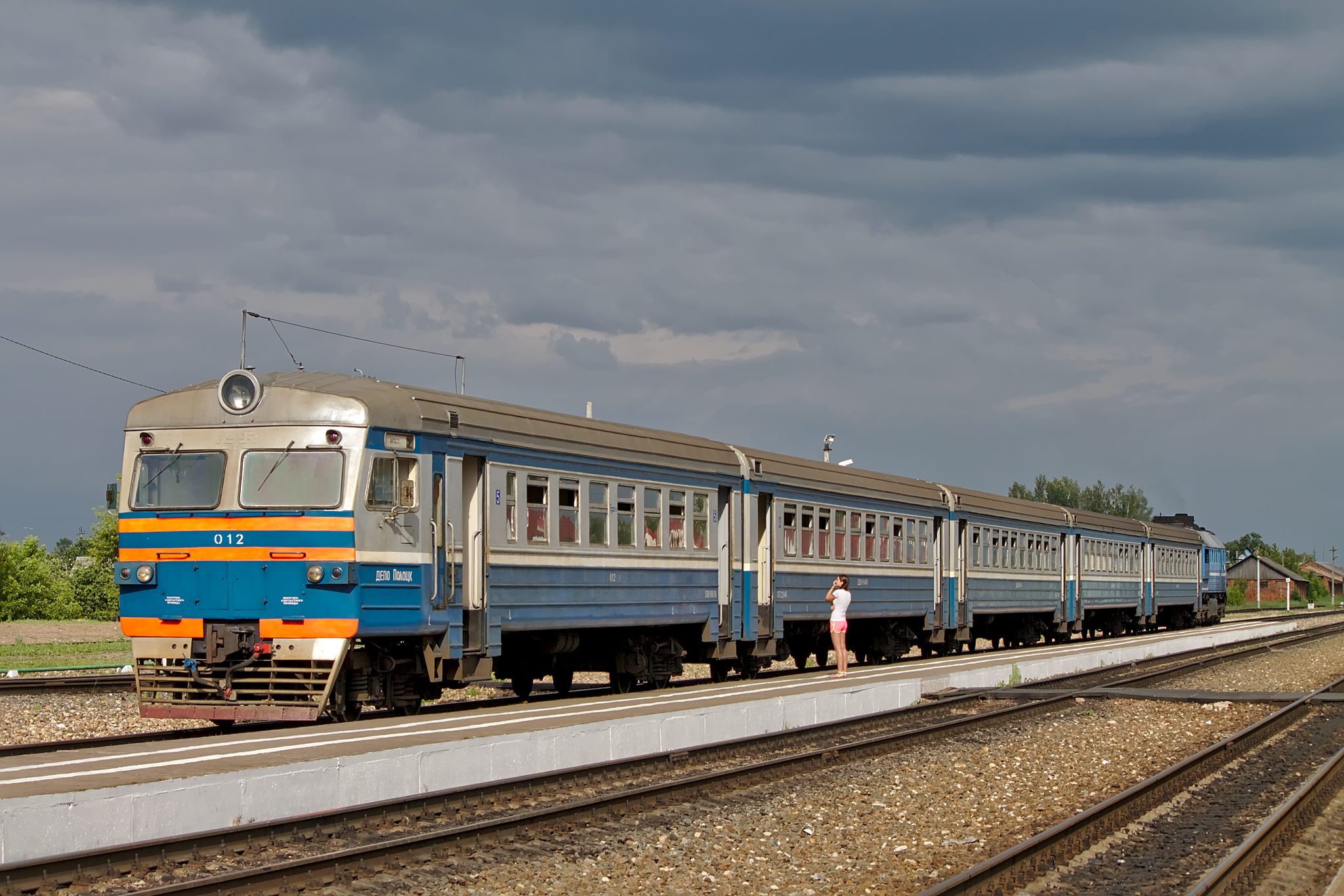
Дизель-поезд ДДБ1 Белорусской железной дороги на станции

## Пассажирское движение
Входит в Смоленский региональный центр АО «ЦППК». С марта 2010 года станция обслуживает рельсовые автобусы РА2.

### Пригородные поезда
Станция обслуживает пригородные дизель-поезда Смоленск — Заольша — Смоленск, а также является конечной для дизель-поездов Смоленск — Рудня — Смоленск.
Ранее станция обслуживала пригородные поезда Смоленск — Витебск (отменён в 2013 году), Рудня — Витебск (отменялись неоднократно).

### Поезда дальнего следования
Станция обслуживает поезда дальнего следования Санкт-Петербург-Витебский — Витебск — Смоленск. Ранее поезд отменялся, однако в конце 2023 года его движение было возобновлено.
Ранее станция обслуживала поезда Москва-Смоленская — Полоцк, который на данный момент следует в виде беспересадочного вагона в объезд Рудни через Оршу и Витебск.